# Tonneau (accident)
Pour les articles homonymes, voir Tonneau.
Le tonneau est un accident de la route dans lequel un véhicule, tel qu'une automobile, un camion ou une camionnette, se retourne.
Le tonneau est causé par un changement de direction trop brusque par rapport à la vitesse (coup de volant, courbe abordée trop vite)
En général, avec cette rotation la force d'inertie appliquée au centre de gravité devient latérale plutôt que longitudinale, pouvant faire chavirer le véhicule dans le sens de l'inertie. Si les forces cumulées n'attirent plus le véhicule entre les roues (comme le poids lorsqu'il est la seule force en présence) mais à l'extérieur, une roue peut jouer le rôle de pivot et l'autre roue se distancier du sol.
Selon la National Highway Traffic Safety Administration (NHTSA), seulement 2,1 % des accidents de véhicules automobiles (voitures, SUV, pickups, camionnettes) victimes d'accidents aux États-Unis en 2010 ont impliqué des tonneaux, mais ceux-ci ont été la cause de 35 % des morts sur la route ; 69 % de ceux-ci ne portaient pas de ceinture.
Les risques sont accrus pour les véhicules ayant un centre de gravité haut, comme les camions, les 4x4, les SUV ou les pickups.
Selon la manière dont est chargé le train routier[pas clair], une remorque qui se renverse peut entraîner le véhicule tracteur dans sa chute[réf. nécessaire].
Les dispositifs électroniques de contrôle de trajectoire et de freinage (type ESP amélioré, ERM ) ont permis de proposer sur des véhicules de série une protection anti-retournement (ex. : Dodge, Chrysler).[réf. nécessaire] Les véhicules de livraison peuvent être dotés de correcteurs pneumatiques qui stabilisent la hauteur de chargement : l’assiette constante réduit le risque de retournement (ex. : Iveco, Peugeot, Citroën, Fiat)[réf. nécessaire]. Les véhicules d'intervention peuvent être dotés de barres stabilisatrices avec une suspension particulière afin d'éviter des accidents lors de parcours tout-terrain (ex. : Zibar)[réf. nécessaire].

## Photographies

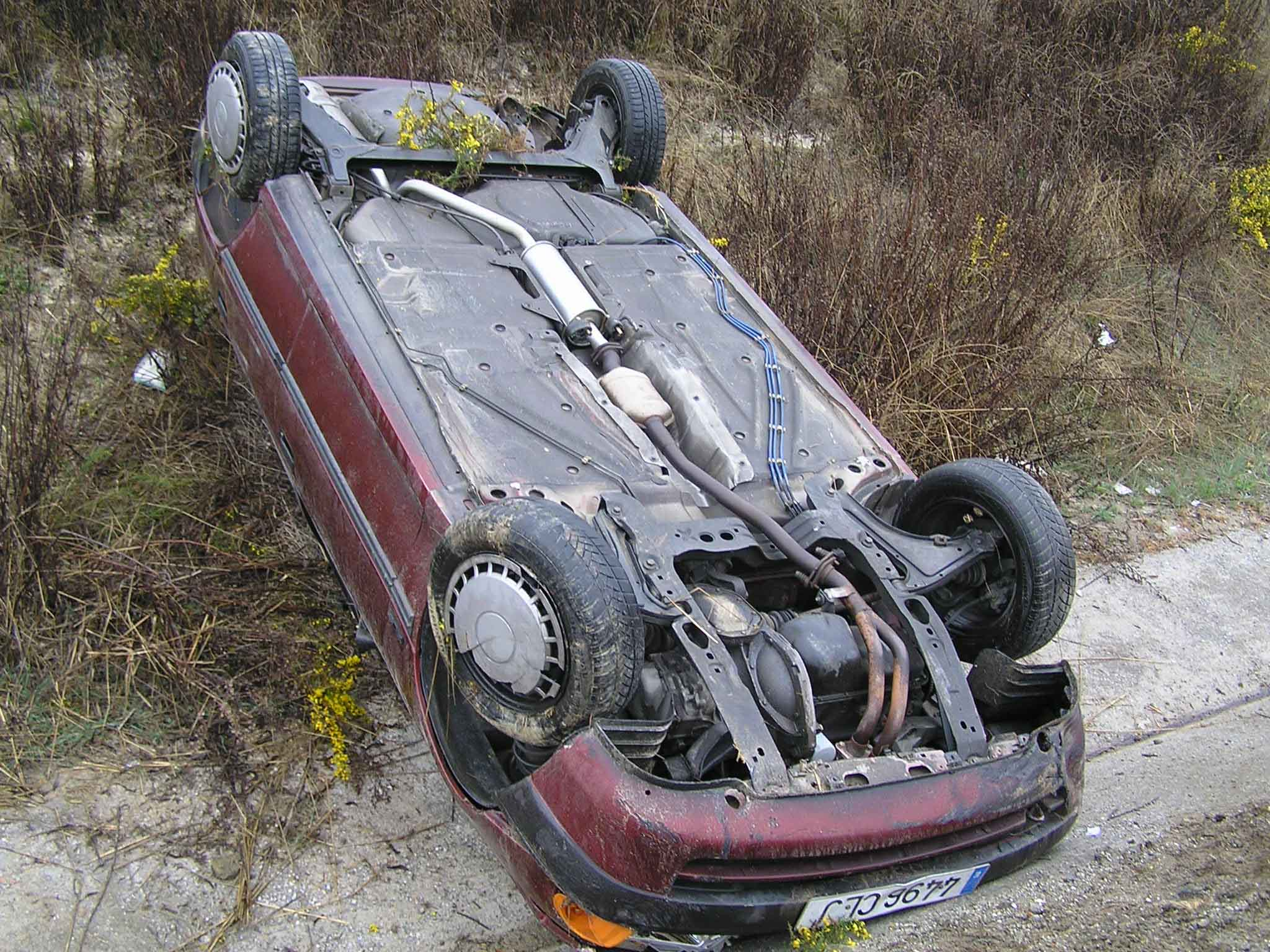
Espagne
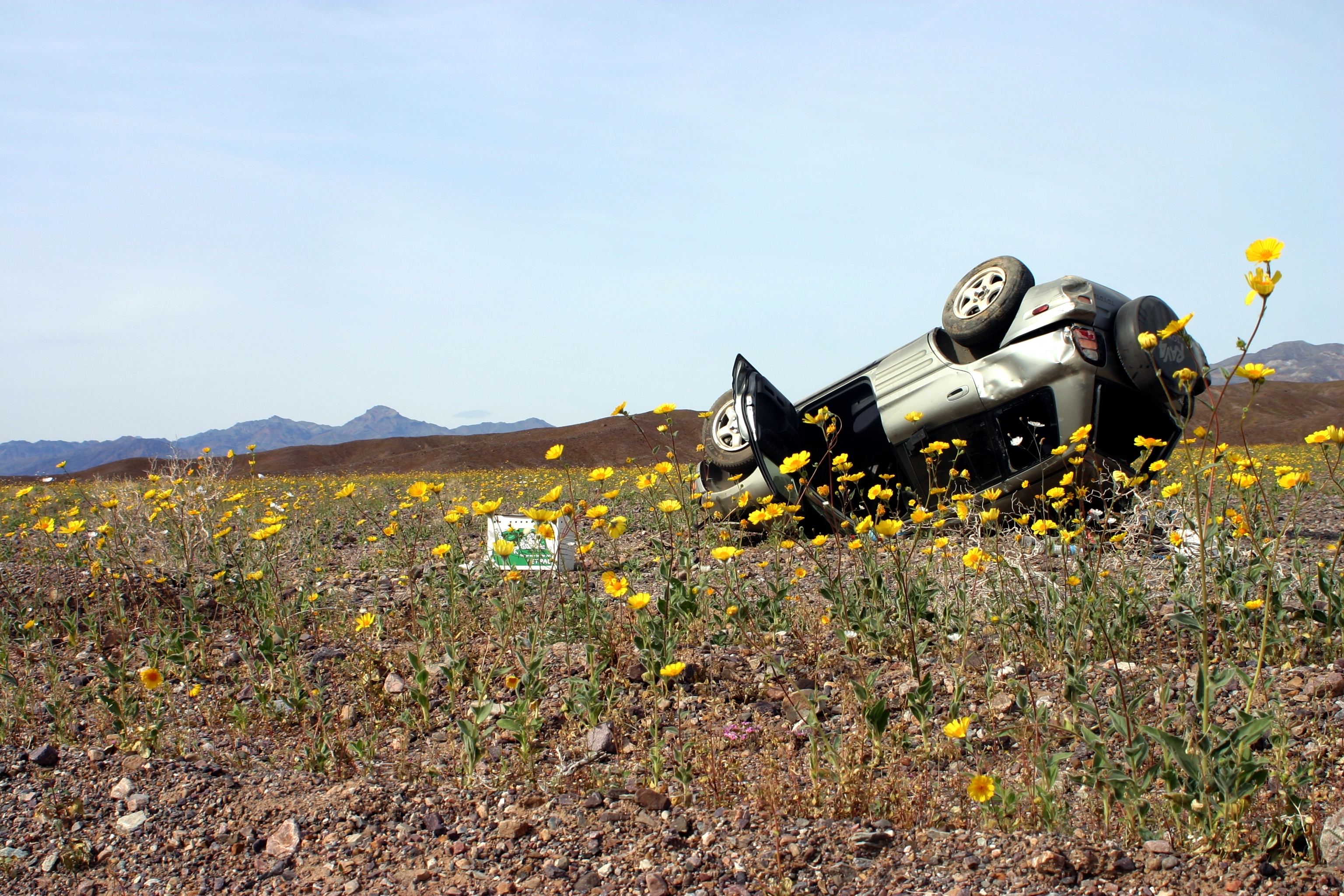
Une voiture après un tonneau (Californie).
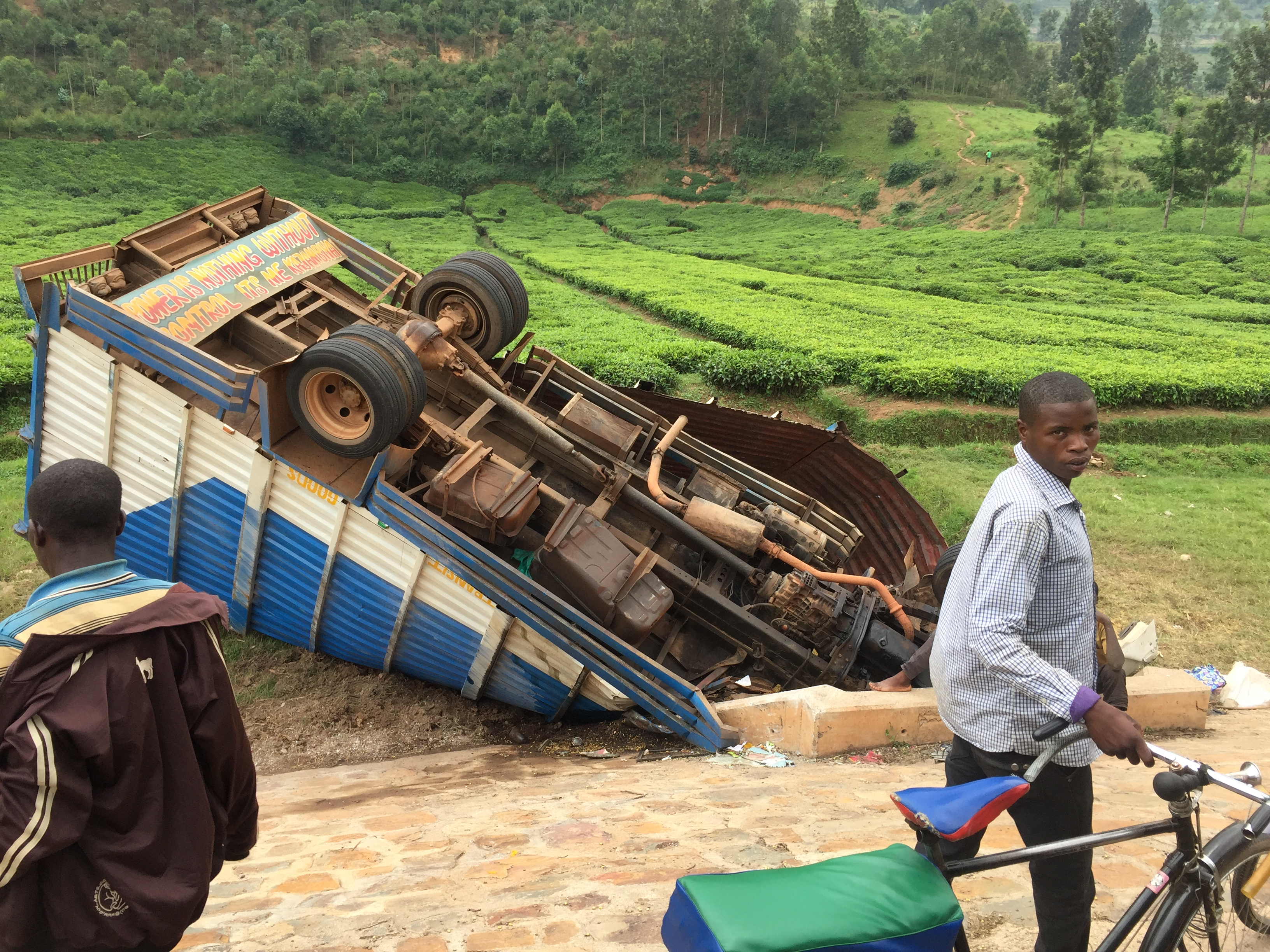
En Ouganda, la vitesse excessive des camions sur les routes à lacets sont fréquemment à l'origine de tonneaux.
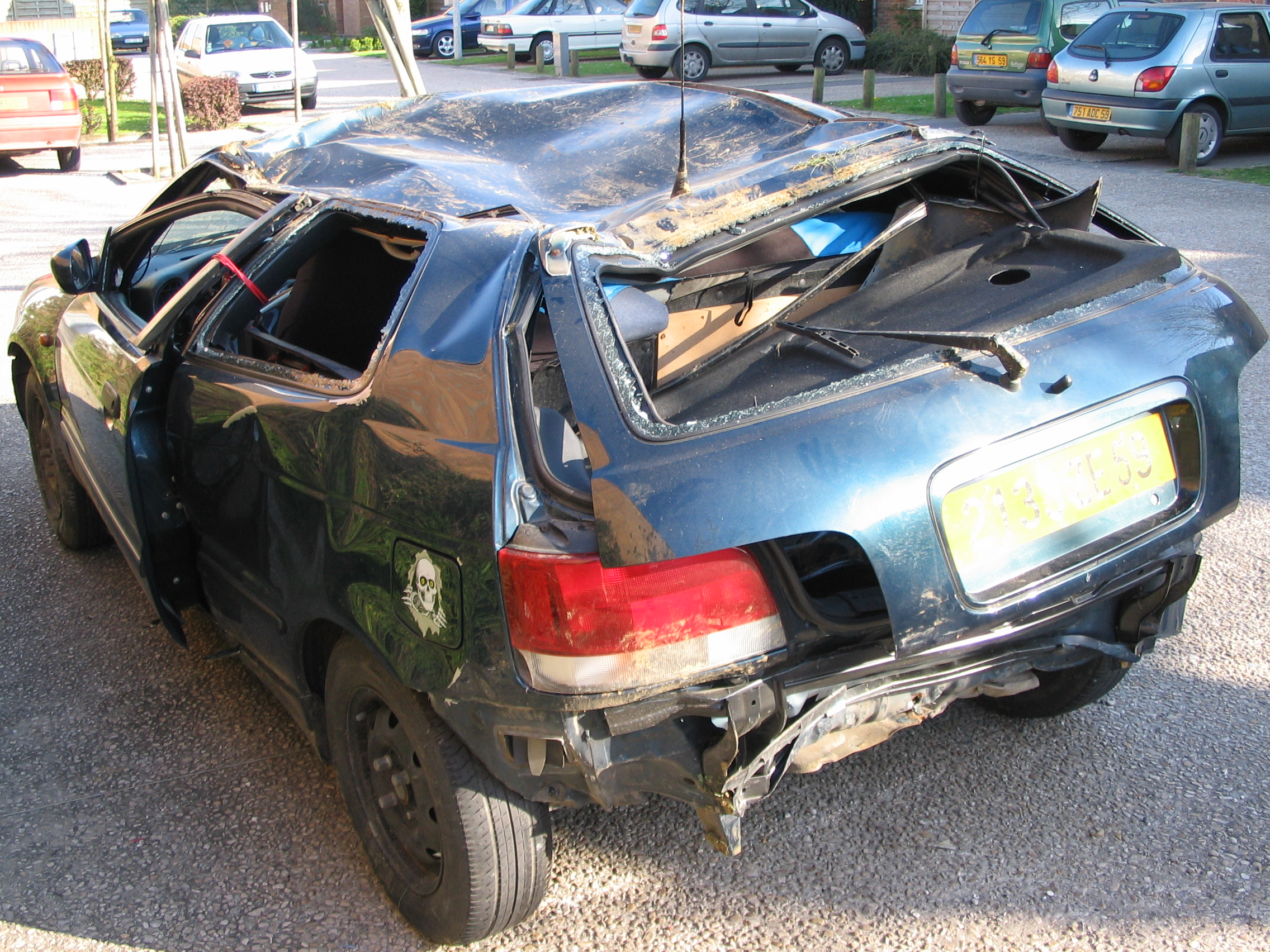
Dégâts sur une voiture ayant effectué plusieurs tonneaux.

## Europe
La plupart des pays européens n'ont pas de statistique sur les tonneaux, à l'opposé du Royaume-Uni ou des États-Unis,.
Si moins de 10 % de tous les accidents avec des blessures sévères impliquent des rollovers, environ 25 % des occupants sérieusement blessés ont  été impliqués dans des accidents où leur voiture a chaviré. 
Ces nombres augmentent car les nouveaux modèles de véhicules (mini vans, SUV ou MPV) font plus fréquemment des rollovers   que les véhicules conventionnels antérieurs.|European union Rollover Final Public Report - Annexes (May 2006)
En Suède, un rollover se produit chaque jour.
En France, après plusieurs accidents d'autocar à impériale avec rollover, le BEATT recommande une amélioration de la réglementation pour que l'ESC devienne obligatoire:
- juillet 1995, autoroute A9, un autocar à impériale allant de Barcelone, Espagne, à Amsterdam, Pays-Bas. 22 tués, 32 blessés[7].
- mai 2003, un autocar à impériale allant d'Allemagne vers la Costa-Brava, Espagne. 28 tués[7]
- septembre 2012, un autocar à impériale de 72 places et 4 mètres de haut, allant de Pologne en France se renverse sur l'autoroute A36[8] avec ABS mais sans ESC à 97 km/h puis 40 km/h. Des ceintures manquaient. 2 tués, 42 blessés. Le bus est détruit.
- décembre 2019, un autocar à impériale se renverse à Técou, Gaillac, Tarn[9].

Les règlements européens (CE) 661/2009 et CEE-ONU 66 prennent en compte cette problématique.

### Tracteurs agricoles
La France compte chaque année 20 à 30 renversement de tracteur agricole. Ces accidents peuvent être dus à un manque de maitrise de la gravité entre la charge embarquées et la trajectoire suivie.

### Poids-lourds
En France, en 2003, 60 % des accidents de poids-lourds seuls se font en renversement (ou tonneau) 33 % en sortie de route et 7 % en portefeuille.
Par rapport au total, cela représente respectivement 20 % et 17 %.
Le renversement est typiquement associé à un virage ou un rond-point.
D'après le CCFA, le renversement commence quand l’une des roues d’un même essieu quitte le sol.

## Simulation

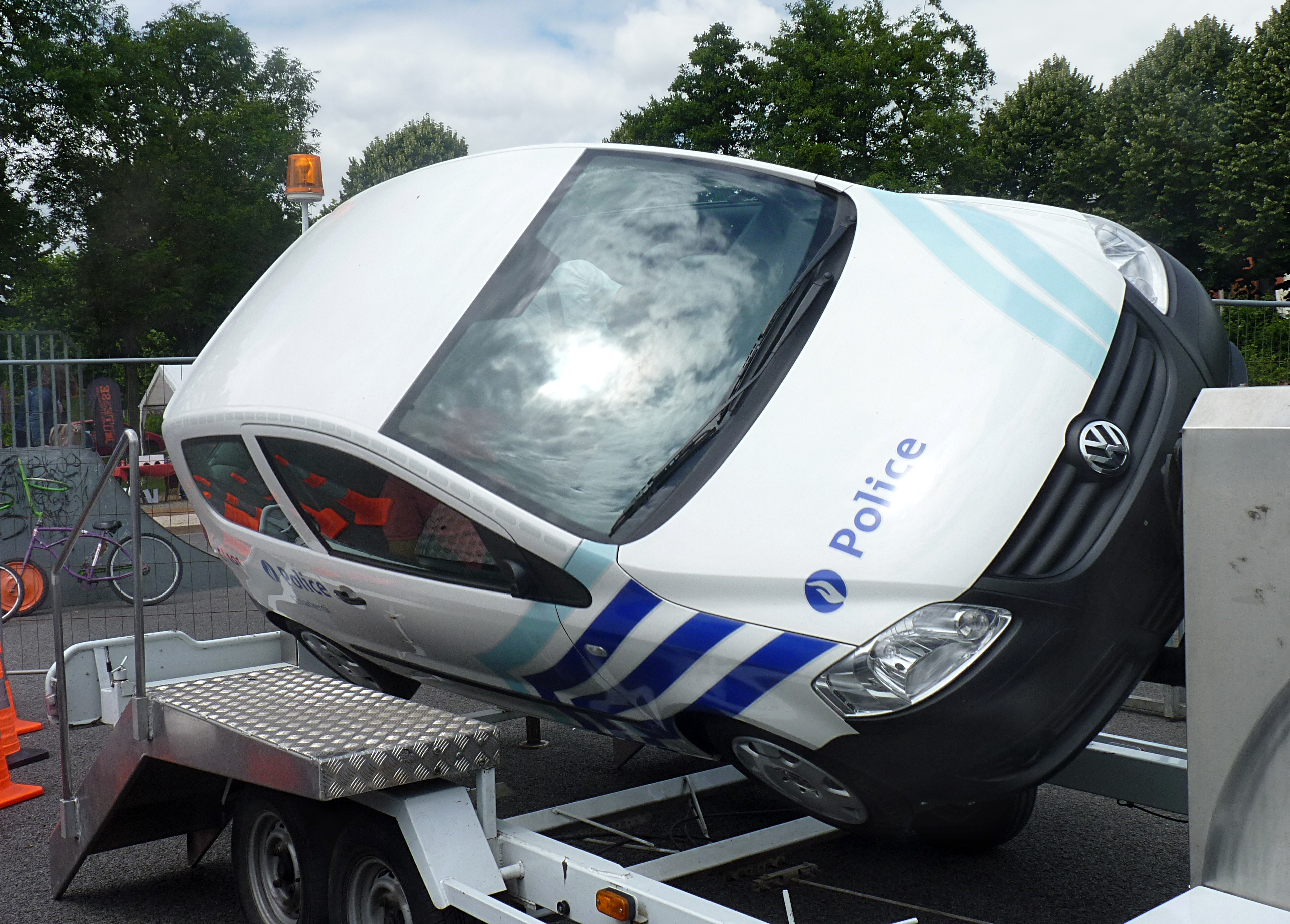
Simulation en marche

L'expérience peut être simulée à l'aide d'un simulateur de renversement.